# Đạo luật Nhân quyền Triều Tiên
Đạo Luật Nhân quyền của Bắc Triều Tiên (NKHRA) là một đạo luật đã được Quốc hội Đại Hàn Dân quốc tại Seoul thông qua vào ngày 3 tháng 3 năm 2016. Đạo luật đưa ra những hướng dẫn rõ ràng cho việc bảo vệ và thúc đẩy nhân quyền cho các công dân hiện tại và cựu công dân của Cộng hòa Dân chủ Nhân dân Triều Tiên theo Tuyên ngôn Quốc tế Nhân quyền. Đạo luật Nhân quyền Bắc Triều bắt đầu có hiệu lực vào ngày 4 tháng 9 năm 2016.
Đạo luật số 14070 (NKHRA) đề ra tất cả mọi việc bao gồm việc tài trợ, nghiên cứu và các cơ quan được thành lập nhằm thực hiện mục đích của đạo luật này. NKHRA sẽ lập kế hoạch hàng năm để khắc phục những cáo buộc vi phạm nhân quyền tại Cộng hòa Dân chủ Nhân dân Triều Tiên và cung cấp viện trợ nhân đạo cho công dân nước này. Đạo luật NKHRA kêu gọi thành lập một ủy ban tư vấn giải quyết các vấn đề mà tù nhân chiến tranh và các gia đình ly khai ở phía bắc bán đảo Triều Tiên phải đối mặt. Đối với những đối tượng được đạo luật này hướng tới thì nhóm những người cần được bảo vệ nhất, đặc biệt là trẻ em, sẽ được NKHRA ưu tiên trợ giúp. Đạo luật này cũng nhằm mục đích đảm bảo sự an toàn về thể chất cho những người đào thoát khỏi Bắc Triều Tiên và tăng thêm thông tin cho họ bằng cách cung cấp hỗ trợ tài chính thích hợp cho các nhóm dân sự Hàn Quốc đối với các cơ quan được tạo ra đặc biệt như Tổ chức Nhân quyền Triều Tiên và Tổ chức Lưu trữ Nhân quyền Triều Tiên.

## Bối cảnh
Kể từ giữa những năm 2000, Quốc hội Seoul đã ban hành một đạo luật nhằm thúc đẩy mối quan hệ hữu nghị hơn nữa giữa Hàn Quốc và Cộng hòa Dân chủ Nhân dân Triều Tiên. Các văn bản mới đáng chú ý nhất là Đạo luật Hợp tác và Trao đổi Liên Triều, Luật Hợp tác liên Triều, Đạo luật Quan hệ Liên Trách Liên Hợp Quốc, và gần đây là Đạo luật về Nhân quyền Triều Tiên. Trong giai đoạn này, một số tổ chức phi chính phủ đã công khai phê bình cam kết của chính phủ về việc giải quyết các vấn đề về quyền con người ở Triều Tiên. Các nhóm này lập luận rằng sự chú ý đối với các vấn đề nhân đạo ở Triều Tiên đã giảm dần theo sau nạn đói Bắc Triều Tiên hoặc "Tháng ba gian khổ". Theo lịch sử, các chiến dịch tập trung hỗ trợ liên quan có ý nghĩa tương quan với số tiền viện trợ cung cấp cho CHDCND Triều Tiên sau năm 1995. Từ năm 2004 đến năm 2012, viện trợ song phương và đa phương đã có xu hướng giảm dần trước khi quay trở lại mức trước năm 1995 do mạng lưới rộng của chiến dịch NGOS cho viện trợ Triều Tiên đã trở nên hạn chế đối với một số nhóm vận động chiến lược. Các tổ chức như Những Người Bạn Tốt (Choŭn pŏddŭl) tiếp tục nâng cao nhận thức về lạm dụng quyền con người của Triều Tiên bằng cách phân phối những bức ảnh về những đứa trẻ Triều Tiên đang đói kém như một phương pháp để tạo ra nguồn tài chính.
Sự giám sát này được đưa ra sau nhiều lần lặp đi lặp lại những gì cuối cùng trở thành đạo luật NKHRA đã dành mười một năm trời để đạt được sự chấp thuận của Quốc hội. Trong thời gian này, cả Hoa Kỳ và Nhật Bản đã thông qua các đạo luật về nhân quyền của Triều Tiên trong năm 2004 và 2006. Báo cáo của Uỷ ban Điều tra Liên hiệp quốc năm 2014 đã không làm giảm được mối quan tâm của các nhóm vận động nhân quyền sau khi ủy ban đã xác định được những ví dụ rõ ràng về những vấn đề khó khăn của công dân Triều Tiên. Đáp lại, Tổ chức Nhân quyền (HRF) sau đó đã thành lập Liên minh Toàn cầu về Đạo luật Nhân quyền Triều Tiên vào tháng 9 năm 2015 như là một phần tiếp theo của dự án Chia rẽ Triều Tiên khi nói lên sự thất vọng với Quốc hội. Nhóm này bao gồm các nhà hoạch định chính sách, các nhà hoạt động và cựu lãnh đạo của nhà nước. Các thành viên nổi bật bao gồm: Jimmy Wales, Larry Diamond, Viktor Yushchenko, Steven Pinker, Emil Constantinescu, Nurul Izzah Anwar và Srdja Popovic. Để nâng cao nhận thức về cáo buộc lạm dụng nhân quyền ở Cộng hòa Dân chủ Nhân dân Triều Tiên và gây áp lực cho chính phủ Hàn Quốc chủ động hơn, nhiều tổ chức Nhân quyền, trong đó có Tổ chức Ân xá Quốc tế và Tổ chức Theo dõi Nhân quyền, tiếp tục ủng hộ thúc đẩy nhân quyền ở Triều Tiên sau khi NKHRA được ban hành.

## Các điều khoản đáng chú ý

### Ủy ban Cố vấn Nhân quyền
NKHRA kêu gọi thành lập Ủy ban Cố vấn Nhân quyền Triều Tiên trong Bộ thống nhất Hàn Quốc. Trích trong các Điều từ 5-6, việc chọn lựa một nửa ủy ban cố vấn của mười thành viên là do Quốc hội thông qua cho Bộ Thống nhất trên cơ sở các khuyến nghị từ đảng chính trị phe Tổng thống. Ủy ban cố vấn duy trì vai trò tư vấn viên cho Bộ trưởng Bộ Thống nhất. Theo Đạo luật này, Bộ sẽ phát triển một "kế hoạch tổng thể" dài hạn (ba năm) để thúc đẩy đối thoại về nhân quyền và cung cấp hỗ trợ nhân đạo sau khi nhận được lời khuyên và thông tin do ban cố vấn thu thập, điều này giúp Bộ làm việc có hiệu quả hơn trên cơ sở hàng năm theo kế hoạch hành động ngắn hạn của nó.

### Tổ chức Nhân quyền
Theo Điều 10-12 của đạo luật, một Tổ chức Nhân quyền sẽ được thành lập như là một đoàn thể khi nó đã được đệ trình để thành lập. Việc lựa chọn một nửa trong số 12 ủy viên Hội đồng Quỹ được Quốc hội thông qua cho Bộ Thống nhất trên cơ sở các khuyến nghị từ đảng chính trị mà Tổng thống nắm giữ, với một giám đốc được Bộ trưởng Bộ Thống nhất lựa chọn. Quỹ được trao quyền nghiên cứu chính sách và sự phát triển nhằm ngăn ngừa việc lạm dụng nhân quyền và thúc đẩy đối thoại giữa Triều Tiên và Hàn Quốc. Hành động này cho phép cơ quan của Quỹ ủy thác trách nhiệm (trong khi hỗ trợ tài chính) để nghiên cứu các vấn đề nhân quyền và nhân đạo cho các tổ chức phi chính phủ và các cơ quan địa phương. Các bài báo 16-17 phong thành viên của Quỹ làm viên chức chính phủ và đề ra những điều khoản áp dụng của Đạo luật Hình sự mà họ chịu trách nhiệm. Các thành viên nếu bị phát hiện có tên trong bất kì khoản tiền trợ cấp nào của NKHRA sẽ phải chịu phạt 30 triệu won và chịu đến 3 năm tù giam.

### Lưu trữ Nhân quyền
Điều 13 yêu cầu thiết lập một Cơ quan Lưu trữ Nhân quyền với nhiệm vụ thu thập và ghi chép các thông tin liên quan đến nhân quyền và hỗ trợ nhân đạo. Bộ trưởng Bộ Thống nhất cho bất kỳ chức năng nào được giao nhiệm vụ bên ngoài tổ chức, đồng thời cung cấp cho họ các khoản trợ cấp để trang trải mọi chi phí phát sinh. Tất cả các dữ liệu thu thập và lưu giữ bởi Kho lưu trữ đều phải được chuyển tới Bộ Tư pháp theo từng quý, điều này cho phép các trường hợp được xây dựng có hệ thống chống lại các nhà hoạch định chính sách Triều Tiên.

### Báo cáo và Hợp tác
Theo văn kiện này, Bộ trưởng Bộ Thống nhất được yêu cầu phải báo cáo hàng năm cho Quốc hội về tình hình hiện tại về nhân quyền và bất kỳ sự cải tiến nào được đưa ra bởi hành động này. Điều 9 §2 yêu cầu một cách rõ ràng việc bổ nhiệm một Đại sứ về Nhân quyền ở Triều Tiên tới Bộ Ngoại giao. Quy định này nhằm tạo thuận lợi cho việc hợp tác với các tổ chức quốc tế, các tổ chức quốc tế và các chính phủ nước ngoài trong việc trao đổi thông tin và nâng cao nhận thức về các mối quan tâm về nhân quyền ở Triều Tiên, trên toàn thế giới.
- Tất cả các hoạt động của Quỹ và Kho lưu trữ đều nằm dưới sự quản lý của Bộ trưởng Bộ Thống nhất. Theo ủy nhiệm, những người được ủy quyền cho các cơ quan địa phương cũng được.
- Điều 14 cho phép Bộ trưởng Bộ Thống nhất có quyền yêu cầu các cơ quan hành chính, các tổ chức công cộng và những người có liên quan đệ trình các tài liệu, các ý kiến của nhà nước hoặc hợp tác trong các vấn đề cần thiết để thực hiện chính sách. Trong trường hợp yêu cầu như vậy, người đứng đầu tổ chức phải tuân theo yêu cầu.